# Serienbrief
Ein Serienbrief ist ein Dokument, das an viele Empfänger versendet wird. Er ist damit eine Kategorie der Kommunikationslogistik. Adresse, Anrede und Teile des Inhalts sind meist personalisiert und können den Anschein eines persönlichen Anschreibens erwecken.
In der Regel werden heute Serienbriefe computerbasiert erstellt. Grundlage sind eine Datenbank oder auch eine einfache Tabelle z. B. im CSV-Dateiformat und eine Dokumenten-Vorlage, die die nicht variablen Textteile enthält.
Es werden Techniken umgesetzt, die sich seit den 1950er Jahren mit dem Schreibautomaten etablierten, die mit Lochstreifen und mit ASCII-Code oder deren Vorläufern funktionierten.
Die Datenbank enthält die variablen Daten (z. B. Name, Anschrift, Anrede, Kundennummer), die mit Hilfe von Feldern (Textmarken) in die Dokumenten-Vorlage integriert werden. Zusätzlich können mit den Informationen der Datenbank zielgruppengerechte Serienbriefe erstellt werden. Zum einen können die Adressen nach verschiedenen Kriterien gefiltert werden, um nur eine bestimmte Zielgruppe anzuschreiben. Zum anderen können Teile des Inhalts an Bedingungen geknüpft werden, um eine weitere Individualisierung zu erreichen.
Die Erstellung von Serienbriefen wird von den meisten Textprogrammen und CRM-Systemen (Customer-Relationship-Management) unterstützt.
Moderne Textverarbeitungsprogramme bieten dafür einen Assistenten, der die Erstellung von Serienbriefen schrittweise begleitet.
In CRM-Systemen können die Empfänger meist über verschiedene Kriterien ausgewählt und die erstellten Dokumente in die Kontakthistorie jedes Empfängers eingetragen werden. Oft sind auch Zusatzfunktionen für weitere, anschließende Arbeiten im Rahmen einer Kampagne integriert.
Die Abwicklung von Serienbriefen kann teilweise auch von externen Dienstleistern durchgeführt werden, die neben Datenpflege, Druck und Kuvertierung auch die Portooptimierung übernehmen. Damit werden bei großen Stückzahlen personelle und finanzielle Ressourcen des Versenders geschont.